# Боскауэн, Хью, 2-й виконт Фалмут
Генерал Хью Боскауэн, 2-й виконт Фалмут (англ. Hugh Boscawen, 2st Viscount Falmouth; 20 марта 1707 — 4 февраля 1782) — британский военный и политический деятель. Он был известен как Достопочтенный Хью Боскауэн с 1720 по 1734 год.

## Биография
Родился 20 марта 1707 года. Старший сын Хью Боскауэна, 1-го виконта Фалмута (ок. 1680—1734), от Шарлотты Годфри (? — 1754), дочери полковника Чарльза Годфри, магистра ювелирного дела, от Арабеллы Черчилль, дочери сэра Уинстона Черчилля и сестры 1-го герцога Мальборо. Младший брат — адмирал Эдвард Боскауэн.
Хью Боскауэн заседал в Палате общин Великобритании от Труро в 1727—1734 годах.
25 октября 1734 года после смерти своего отца Хью Боскауэн унаследовал титулы 2-го виконта Фалмут в графстве Корнуолл и 2-го барона Боскауэн-Роуз в графстве Корнуолл, став членом Палаты лордов Великобритании.
Капитан йоменской гвардии в 1747—1782 годах, член Тайного совета Великобритании (1756), генерал-майор (1755), генерал-лейтенант (1759) и полный генерал (1772). С 1761 по 1782 год — вице-адмирал Корнуолла.

## Семья
6 мая 1736 года Хью Боскауэн женился на Ханне Кэтрин Мэри Смит, дочери Томаса Смита из Уорплсдона, Суррей, и вдове Ричарда Рассела. Детей в этом браке не было.
Виконт Фалмут скончался в феврале 1782 года в возрасте 74 лет, и титул унаследовал его племянник Джордж.
У Хью Боскауэна было трое внебрачных детей. Одним из них был Хью Боскауэн (? — 1795), член Палаты общин.